# 森と湖のフェスタ
森と湖のフェスタ（もりとみずうみのふぇすた）は、1996年（平成8年）に青森県十和田湖町（現・十和田市）で、十和田八幡平国立公園指定60周年記念として企画・開催されたイベント。

## 概要
- 開催期間 - 1996年7月20日から8月28日まで
- 会場 - 十和田湖畔・花鳥渓谷
- 入場料 - 高校生以上1000円　子供500円　（特別イベント：高校生以上3000円・入園料含む）
- 主催 - 森と湖のフェスタ実行委員会
- 後援 - 青森県　十和田湖町　関係市町村　関係団体

## 各会場
◆十和田湖畔会場◆
テーマエリア
- 世界5大陸の湖を象徴する5つのテーマ館とレストパーク。それぞれを回遊する遊歩道には、楽しい仕掛けがある。
- 5つのレストパーク……ヨーロッパゾーン：音の森　　アメリカゾーン：水の森　　アジアゾーン：光の森　　オーストラリアゾーン：風の森　　アフリカゾーン：健康の森

ふるさと市場
- 青森県内各市町村の特産物の屋台市場、物産販売。

イベントステージ
- 開会式：みちのく太鼓まつり（7/20）
- 森の国の子供サミット（8/1～2）
- 美少女戦士セーラームーンショー（8/2～3）
- 湖畔コンサート（8/10）
- バリ島・超絶のガムラン音楽と舞踏（8/12～13）
- ジョージ川口ジャズコンサート（8/22）
- 閉会式（8/28）

◆花鳥渓谷会場◆
映像テーマ館
- 自然賛歌、地球賛歌のドキュメンタリー映像を上映。また、パソコン操作で画面内の森や湖にすむ生物たちと遊べるコーナーもある。

暮らし未来館
- 日常生活空間をイメージした「疑似家庭空間」（バーチャルハウス）を設置。21世紀を展望する各企業の製品を展示・実演体験。
- 出展者：沖電気工業（株）　日本電信電話（株）　青森ビジネスマシン　キャプテンあおもり（株）　富士通（株）　青森三菱電機機器販売（株）　（株）ビジネスサービス

パブリックスペース
- 5万本のバラの庭園、木工・手作りの遊具、ニジマスやイトウの泳ぐ小川など。ワークショップやコンサートなどを開催。

シンポジウム
- 「自然と共生する21世紀へ」（7/27）
- 「森と湖のロマン」（7/31）
- 「ふるさと創造について」（8/10）
- 「高度情報化社会のくらし」（8/17）

## 参考資料
- 「森と湖のフェスタ」パンフレット各種[信頼性要検証]